# Kilpedder
Kilpedder (en gaèlic irlandès Cill Pheadair, que vol dir "església de Pere") és una vila d'Irlanda, al comtat de Wicklow, a la província de Leinster. Es troba a la carretera N11 entre Kilmacanogue i Newtownmountkennedy, just al sud de la reserva natural de Glen de Downs. Segons el cens de 2011 la seva població és de 1.287 habitants.
Els voltants de Kilpedder inclouen Glenview Park, Kilpedder Grove, Johnstown, Tinnapark, Sunnybank i la Garden Village al sud. L'Exèrcit Irlandès té un camp de tir a la zona.

## Personatges
- Kilpedder és lloc de naixement del defensa del Hull City A.F.C. Paul McShane.